# Lubangbuaya
Lubangbuaya is een bestuurslaag in het regentschap Bekasi van de provincie West-Java, Indonesië. Lubangbuaya telt 17.943 inwoners (volkstelling 2010).